# 大島久満次

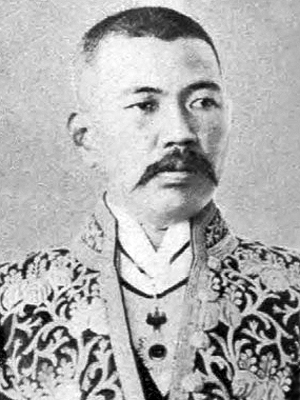
大島久満次

大島 久満次（おおしま くまじ、慶応元年10月23日（1865年12月10日） - 1918年（大正7年）4月27日）は、日本の台湾総督府・内務官僚、政治家。台湾総督府民政長官、神奈川県知事、衆議院議員。

## 生涯
豪農・永井匡威の五男として尾張国に生まれ、一等警視・大島正人の養子となる。1888年（明治21年）、東京帝国大学法科大学英法科を卒業し衆議院書記官となる。1889年（明治22年）5月、高等試験に合格し法制局参事官試補となり、法制局参事官を務めた。1894年（明治27年）3月、大島に改姓した。
1896年（明治29年）、台湾総督府に転じ、民政局参事官、兼製薬所長、警視総長、総務局長などを歴任。同総督府の文官ナンバーツーで、同じ法制局官僚出身の石塚英蔵に次ぐ反後藤新平民政長官派の高官であり、石塚の関東州民政署民政長官転出後は、反後藤派官僚の筆頭となった。そのため、後藤は南満州鉄道総裁就任時に大島を台湾総督府から転出させようとしたが失敗し、後藤が自らの後任とした祝辰巳の在任中死亡により、1908年（明治41年）5月に民政長官に就任し、鉄道部長も兼務した。しかし後藤が第2次桂内閣の逓信大臣として入閣すると、同内閣は1910年（明治43年）7月に大島を更迭した。
1912年（明治45年）1月、神奈川県知事に就任。当時の横浜では憲政会の勢力が強く、原敬と親しく立憲政友会系であった大島と神奈川県会で激しく対立した。1914年（大正3年）4月に第2次大隈内閣が成立すると知事職を罷免された。
その後、1915年（大正4年）3月、第12回衆議院議員総選挙において愛知県郡部区に立憲政友会から出馬し当選。1917年（大正6年）4月の第13回総選挙で再選されたが、在職中に死去した。

## 栄典
- 1906年（明治39年）4月1日 - 勲三等旭日中綬章[5]。

## 親族
- 兄 永井久一郎（日本郵船社員）・阪本釤之助（内務官僚）
- 子・大島一雄（杵屋五叟、1906-1957） - 長唄師匠。その息子の永光は永井荷風の養子となる。
- 甥 永井荷風（作家）・永井松三（外交官）・高見順（作家）